# Hogna radiata
Espèce
Hogna radiata est une espèce d'araignées aranéomorphes de la famille des Lycosidae. Elle est nommée en français Tarentule radiée, Fausse tarentule ou Hogna rayée.

## Distribution

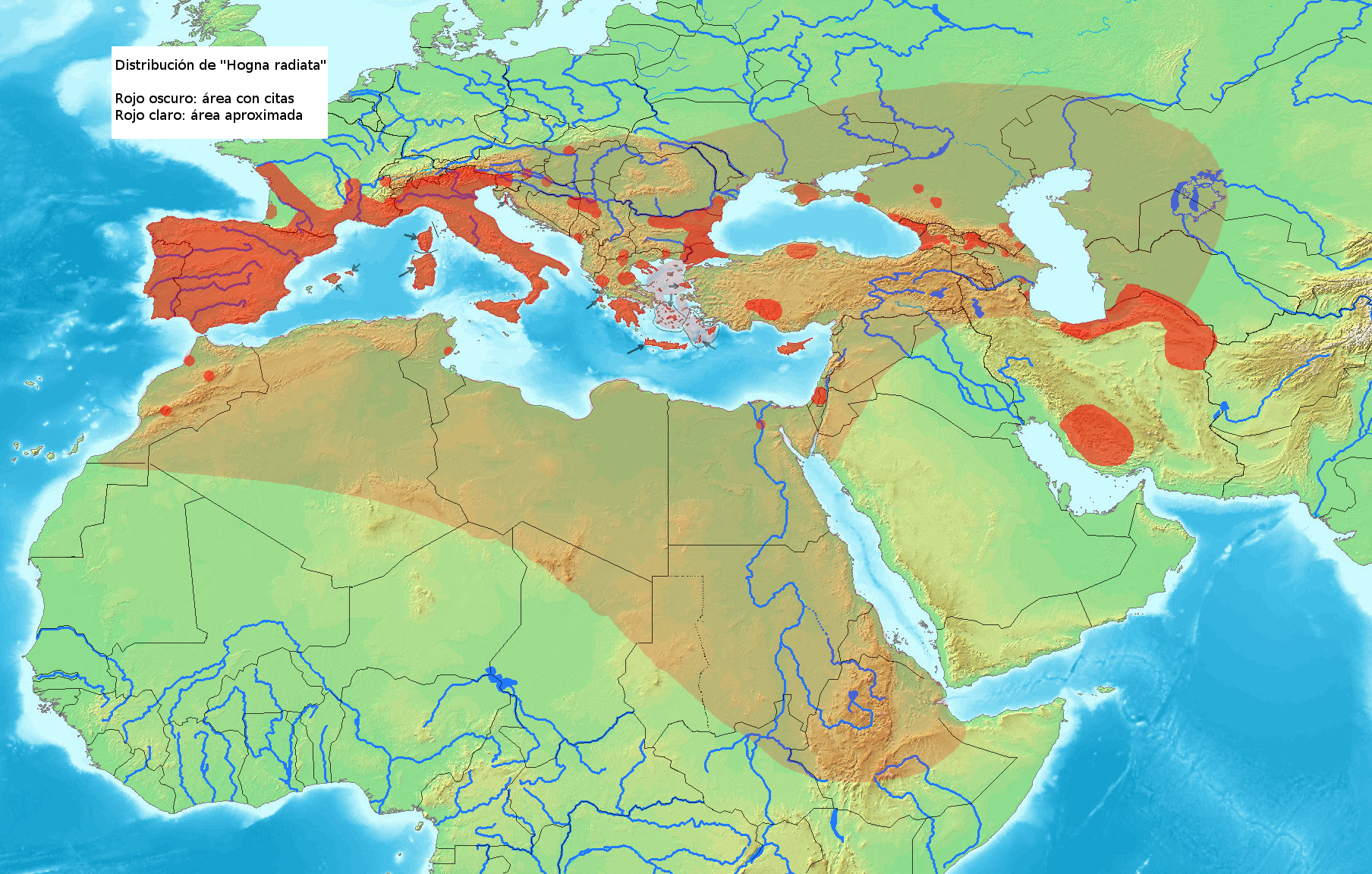
Distribution

Cette espèce se rencontre en Europe, en Turquie, en Irak, en Iran, en Asie centrale, en Sibérie du Sud et en Afrique du Nord.
En France, elle se répartit sur le Bassin méditerranéen, où elle est présente surtout dans le Languedoc-Roussillon. Elle peut remonter sur la façade atlantique, parfois jusqu'au Bassin parisien. Le plus souvent, les individus rencontrés loin de son principal lieu de répartition, le Midi, appartiennent à la sous-espèce Hogna radiata minor, plus petite que sa cousine Hogna radiata radiata.

## Description
Les mâles mesurent de 9 à 18 mm et les femelles de 12,5 à 25 mm.

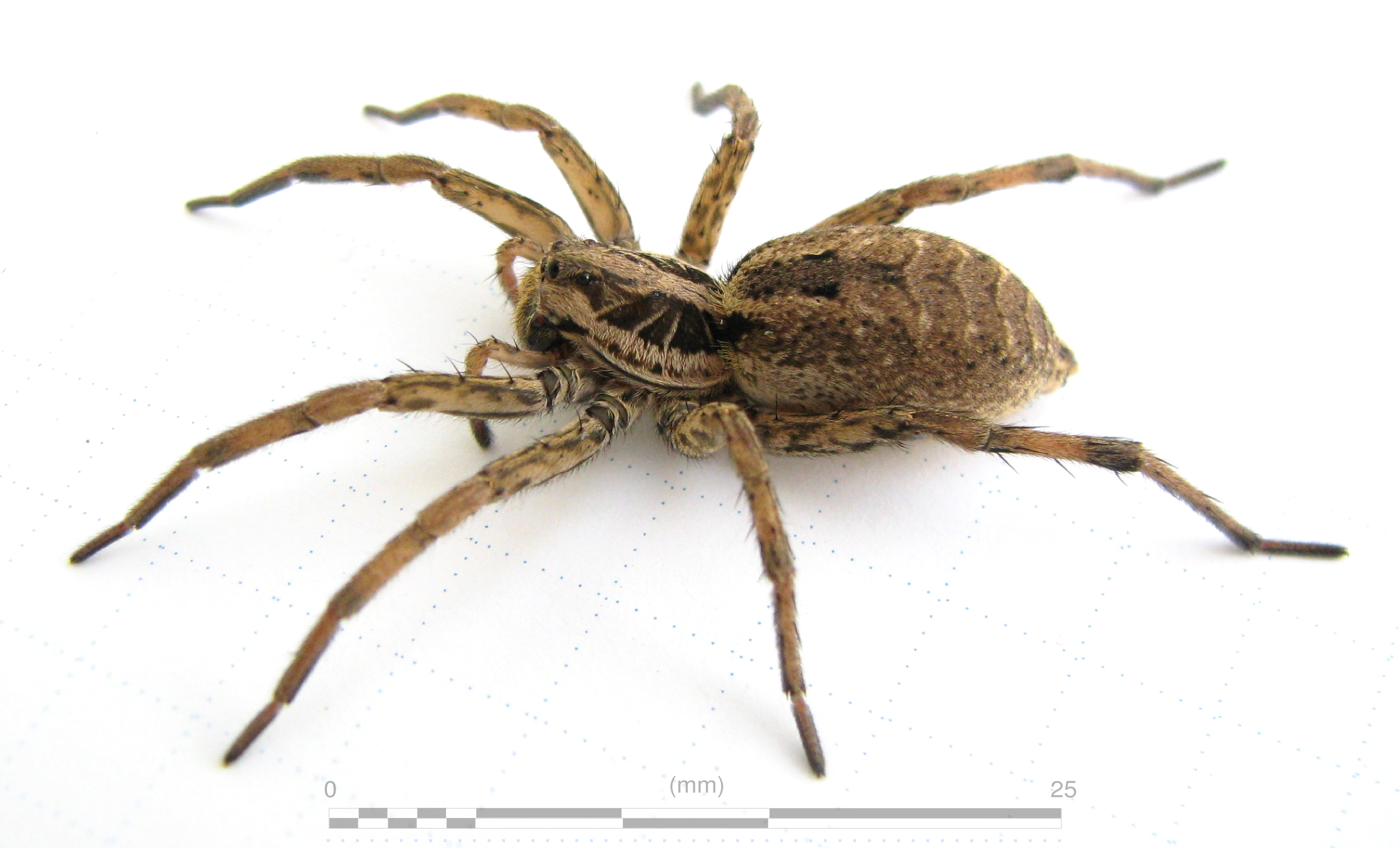
Hogna radiata de profil

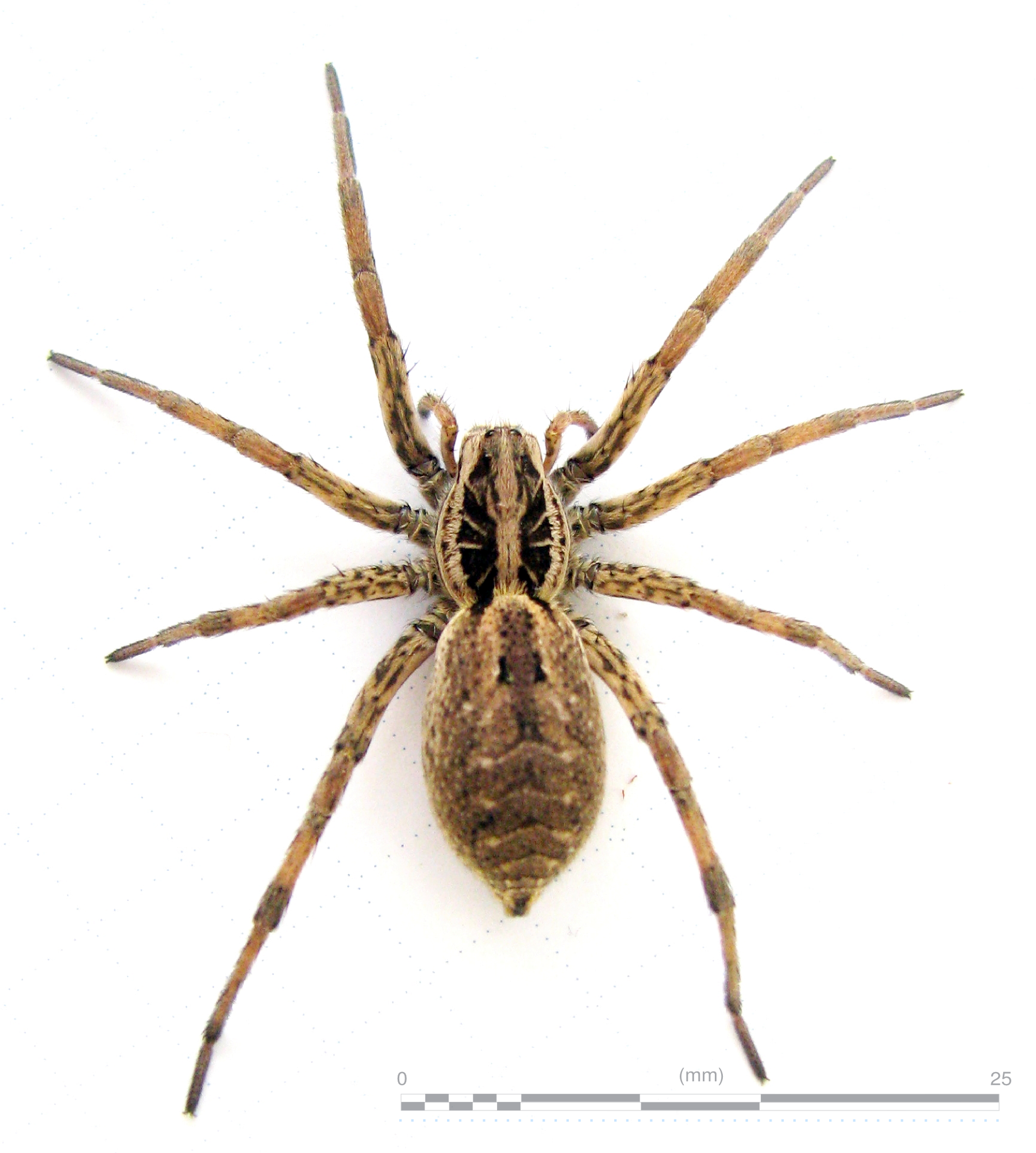
Hogna radiata de dessus

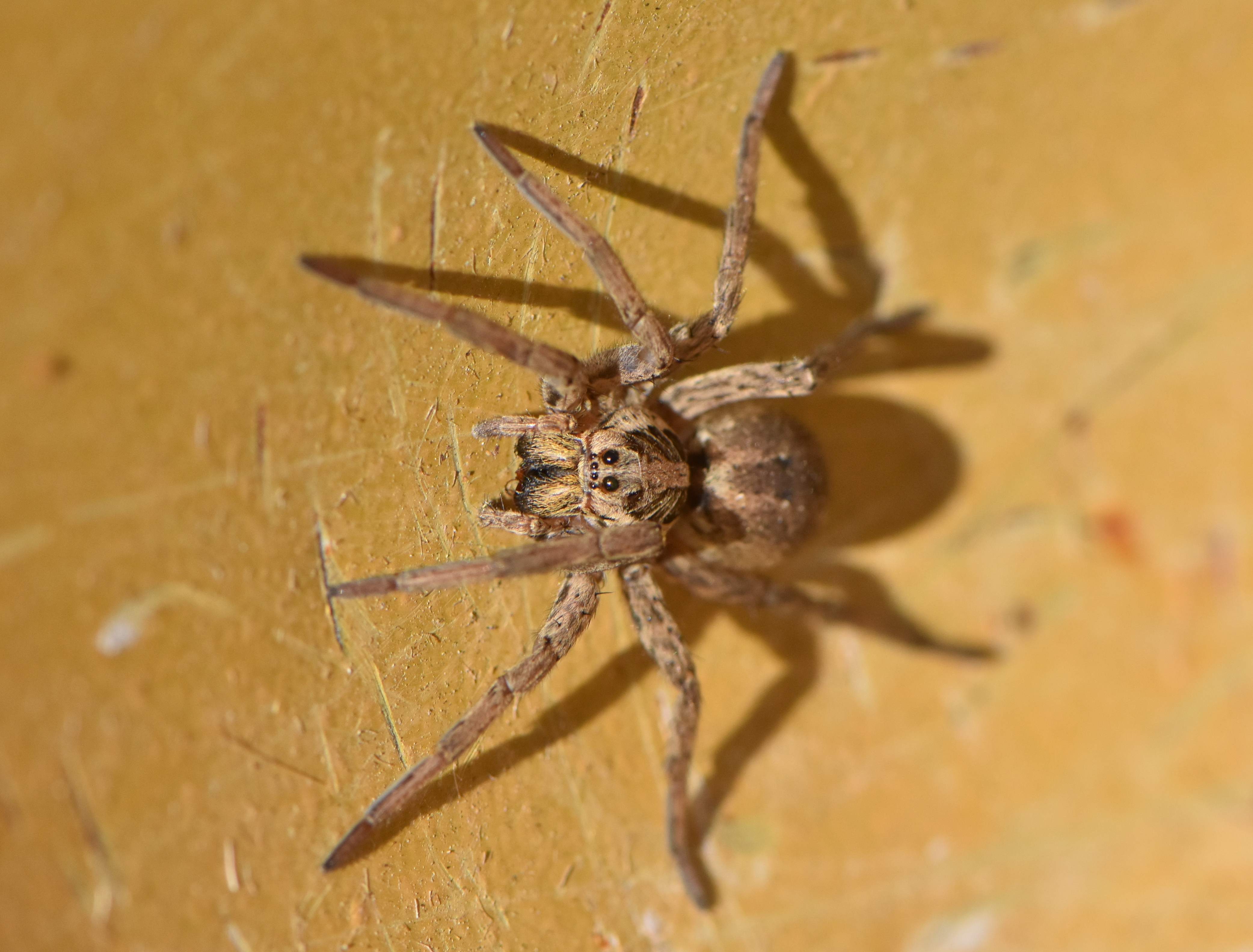
Hogna radiata

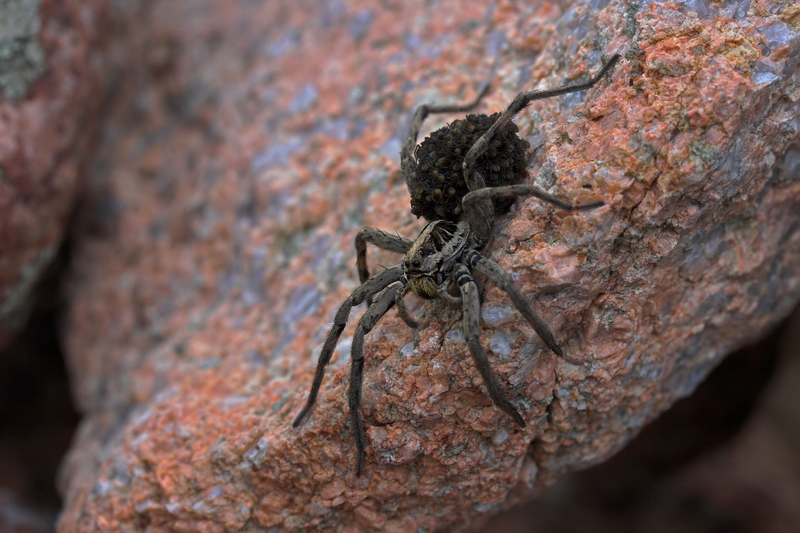
Hogna radiata de Sardaigne

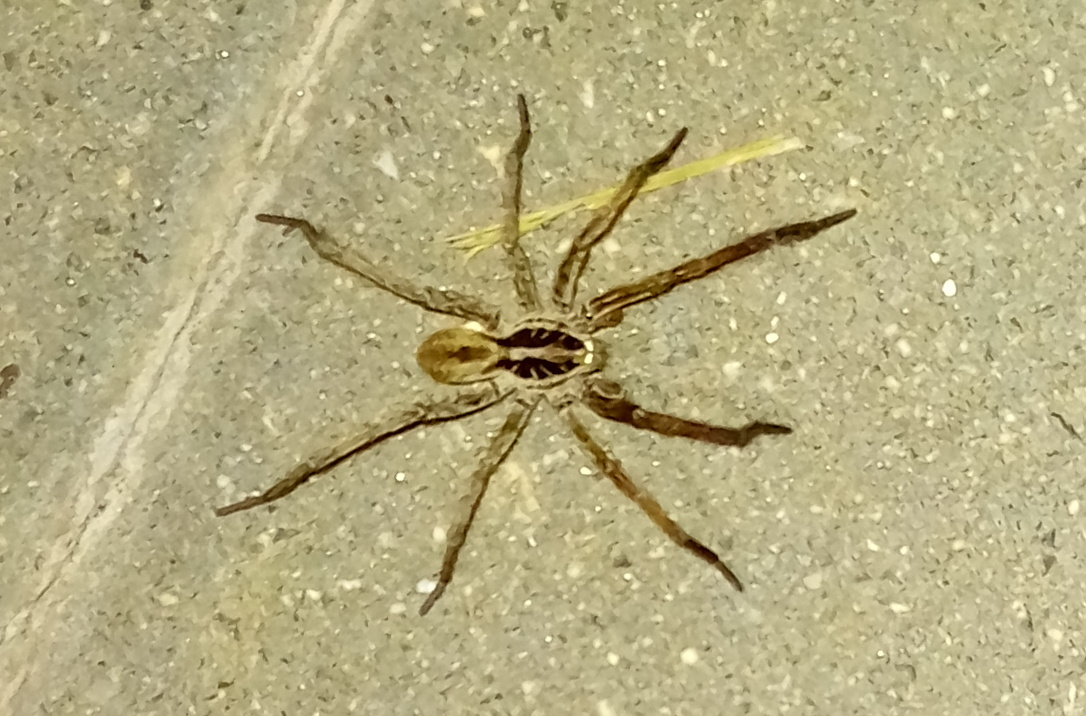
Hogna radiata de Madrid

Lorsqu'elle doit muer ou pondre, elle se fabrique une loge avec de la terre agglomérée par de la soie, ce qui donne un abri en terre, fermé. Elle peut parfois muer sans se cacher, mais c'est rare.
Après la fécondation, durant laquelle le mâle applique un de ses pédipalpes contre l'épigyne de la femelle, elle pond ses œufs dans un cocon de soie. Il mettra 2 à 3 semaines à éclore.
Elle se nourrit de petits arthropodes et ne vit qu'un an.

## Liste des sous-espèces
Selon World Spider Catalog (version 24, 04/03/2023) :
- Hogna radiata minor (Simon, 1876)
- Hogna radiata radiata (Latreille, 1817)

## Systématique et taxinomie
Cette espèce a été décrite sous le protonyme Lycosa radiata par le naturaliste français Latreille en 1817. Elle est placée dans le genre Tarentula par Thorell en 1872 puis dans le genre Hogna par Simon en 1885.
Elle est l'espèce type du genre Hogna.
Elle admet de nombreux synonymes :
- Lycosa radiata Latreille, 1817
- Lycosa hellenica C. L. Koch, 1836
- Lycosa chersonensis Krynicki, 1837
- Lycosa tarentuloides liguriensis Walckenaer, 1837
- Lycosa captans Walckenaer, 1837
- Lycosa xylina C. L. Koch, 1838
- Lycosa famelica C. L. Koch, 1838
- Lycosa biimpressa Lucas, 1846
- Lycosa exilipes Lucas, 1846
- Lycosa vagabunda Lucas, 1846
- Lycosa isabellina C. L. Koch, 1847
- Lycosa melanognatha Lucas, 1853
- Lycosa famelica Blackwall, 1870
- Tarentula liguriensis Simon, 1870
- Tarentula balearica Thorell, 1873
- Lycosa radiata minor Simon, 1876
- Lycosa exornata Herman, 1879
- Lycosa galilaei Caporiacco, 1923
- Hogna macedonica Drensky, 1929

## Publications originales
- Latreille, 1817 : Articles sur les araignées. Nouveau Dictionnaire d'Histoire naturelle, Paris.
- Simon, 1876 : Les arachnides de France. Paris, vol. 3, p. 1-364 (texte intégral).